# 里士满 (明尼苏达州)
里士满（英語：Richmond）为美国明尼苏达州斯特恩斯县的一个市。根据2010年美國人口普查，此地共有1422人。其还是圣克劳德都会区的一部分。

## 历史
鲁本理查森于1856年测绘了此处地图。

## 地理及交通
根据美国人口调查局数据，里士满总面积为1.05平方英里（2.72平方），其中陆地面积1.03平方英里（2.67平方），水域面积0.02平方英里（0.05平方）。
明尼苏达22号与23号公路为里士满的两条主要道路。以东12英里为94號州際公路。

## 人口统计
| 调查年                | 人口  | 备注  | %±    |
| --------------------- | ----- | ----- | ----- |
| 1900                  | 600   |       | —     |
| 1910                  | 563   |       | −6.2% |
| 1920                  | 651   |       | 15.6% |
| 1930                  | 603   |       | −7.4% |
| 1940                  | 634   |       | 5.1%  |
| 1950                  | 700   |       | 10.4% |
| 1960                  | 751   |       | 7.3%  |
| 1970                  | 866   |       | 15.3% |
| 1980                  | 867   |       | 0.1%  |
| 1990                  | 965   |       | 11.3% |
| 2000                  | 1,213 |       | 25.7% |
| 2010                  | 1,422 |       | 17.2% |
| 2016年估计            | 1,439 | [ 4 ] | 1.2%  |
| U.S. Decennial Census |       |       |       |

### 2010年普查
根据2010年人口普查，市内共有392个家庭，583户，1422人。人口密度为1,380.6名居民每平方英里（533.1名居民每平方）。其中98.0%为白人，0.1%为非裔，0.6%为亚裔，0.6%为其他种族，另有0.7%的混血儿。
人口年龄中位数为39.4，其中23.8%低于十八岁， 6.9%介于18岁与24岁之间，26.3%为25至44岁，25.2%介于45岁至64岁，17.8%为65岁或以上。男性占比50.6%，女性占49.4%。

### 2000普查
根据2000年人口普查，市内共483户，943家，1,213人，人口密度为2,421.5名居民每平方英里（934.9名居民每平方），男女比例为95.3:100。
每户收入中位数为$38,400，家庭收入中位数为$44,464。男性收入中位数为$29,315，女性则为$21,219。人均收入为$15,995。大约有4.4% 的家庭及6.6%的人口收入低于貧窮門檻。其中8.0%低于18岁，11.9%高于65岁。